# Eois iophrica
Eois iophrica är en fjärilsart som beskrevs av Turner 1907. Eois iophrica ingår i släktet Eois och familjen mätare. Inga underarter finns listade i Catalogue of Life.